# Eilarve
Eine Eilarve oder Primärlarve ist das erste Larvenstadium bei Insekten. Es wird bei Schmetterlingen als Primärraupe bezeichnet. Im Gegensatz zur unbeweglichen Prolarve, die vor allem bei Libellen vorkommt, ist sie nach dem Schlüpfen nicht von einer dünnen Hülle umgeben.

## Belege
1. 1 2  Stichwort „Eilarve“ in: Herder-Lexikon der Biologie. Spektrum Akademischer Verlag GmbH, Heidelberg 2003. ISBN 3-8274-0354-5
2. ↑  Stichwort „Prolarve“ in: Herder-Lexikon der Biologie. Spektrum Akademischer Verlag GmbH, Heidelberg 2003. ISBN 3-8274-0354-5